# Торговый центр (станция метро, Челябинск)
«Торго́вый центр» (ранее — «Заречье», «Заречная») — строящаяся станция Челябинского метротрамвая. Изначально проектировалась как станция метрополитена.
Вестибюль штольни № 252 в основание станции метро ввели в эксплуатацию осенью 2006 года накануне 270-летия областной столицы.
Станция «Торговый центр» располагается под рекой Миасс и, как предполагается, будет иметь два наземных вестибюля: один на левом берегу реки перед «Торговым центром», другой — на правом берегу в парке у государственного исторического музея Южного Урала недалеко от здания спортивно-развлекательного центра. Будет налажена связь станции с оживлёнными транспортными магистралями: улицами Братьев Кашириных и Кирова.
Станция глубокого заложения, имеет нетрадиционную для такого типа станций односводчатую конструкцию.

## Архитектурный проект
Декоративная поверхность свода станции выполнена из металлических панелей белого цвета и является экраном-отражателем для источников света, расположенных по нижнему обрезу свода.
Пластика достигается ритмическим расположением разрывов между освещенными участками декоративного свода.
Обслуживание источников света ведется с мостиков, размещенных между освещенной поверхностью и конструктивной обделкой станции. Блок служебных и технических помещений располагается под платформой.

## Ход строительства
Строительство станции ведётся низкими темпами с 2000 года. На апрель 2009 года готово лишь 7 % от всего объёма работ. В конце 2008 года «Челябметрострой» получил новое горное оборудование, в частности, буровую установку на пневмоколёсном ходу Boomer MD2 производства Atlas Copco, предназначенную для проходки станции. Это позволило втрое увеличить объёмы строительства, в дальнейшем предполагается наращивать темпы.
На 2011 год готова лишь верхняя часть свода станции. Основной объём породы не выбран. В настоящий момент к станции ведёт рабочий ствол и строящийся эскалаторный туннель со стороны Торгового центра. Сам эскалаторный туннель соединен с подземным вестибюлем. Подземный вестибюль полностью построен.
20 августа 2012 губернатор области Михаил Юревич лично спускался осмотреть строящуюся станцию, после чего распорядился собрать рабочую группу и решить вопрос о её переносе из-за расположения рядом с ней реки.
В течение всего 2013 года продолжались работы по возведению конструкций станции, а также продолжались работы по проходке перегонных тоннелей в сторону станции «Проспект Победы».
Летом 2014 года работы на станции вновь остановились из-за недостатка финансирования, которого хватает только на поддержание сделанных работ и откачку воды.
По некоторым[каким?] данным, на лето 2018 года основная часть породы на станции Торговый центр уже выбрана, также уже построен эскалаторный тоннель и подземный вестибюль. Теоретически возможно сокращение первого пускового участка до двух станций (Комсомольская площадь и Торговый центр) и одного тоннеля между ними (однопутная линия метрополитена), под станцию Площадь Революции теоретически может быть оставлен задел в виде увеличенного габарита этого однопутного тоннеля.
К декабрю 2019 года станция готова в черновой отделке.
В октябре 2024 года проект достройки станции прошёл госэкспертизу.